# Campeonato Europeu de Atletismo em Pista Coberta de 2013 - 60 m com barreiras masculino
A prova dos 60 metros com barreiras masculino do Campeonato Europeu de Atletismo em Pista Coberta de 2013 foi disputada no dia 1 de março de 2013 no Scandinavium em Gotemburgo, Suécia.

## Recordes
Antes desta competição, os recordes mundiais e do campeonato nesta prova eram os seguintes:
|                       | Nome          | Nacionalidade | Tempo | Local        | Data                |
| --------------------- | ------------- | ------------- | ----- | ------------ | ------------------- |
| Recorde mundial       | Colin Jackson | Reino Unido   | 7s 30 | Sindelfingen | 6 de março de 1994  |
| Recorde do campeonato | Colin Jackson | Reino Unido   | 7s 39 | Paris        | 12 de março de 1994 |
| Recorde europeu       | Colin Jackson | Reino Unido   | 7s 30 | Sindelfingen | 6 de março de 1994  |

## Medalhistas
| Ouro                   | Prata                 | Bronze                        |
| Sergey Shubenkov (RUS) | Paolo Dal Molin (ITA) | Pascal Martinot-Lagarde (FRA) |

## Cronograma
Todos os horários são locais (UTC+2).
| Data       | Hora  | Evento    |
| ---------- | ----- | --------- |
| 1 de março | 10:10 | Bateria   |
| 1 de março | 18:05 | Semifinal |
| 1 de março | 19:45 | Final     |

## Resultados

### Bateria
Qualificação: 3 atletas de cada bateria  (Q) mais os  4 melhores qualificados (q).  

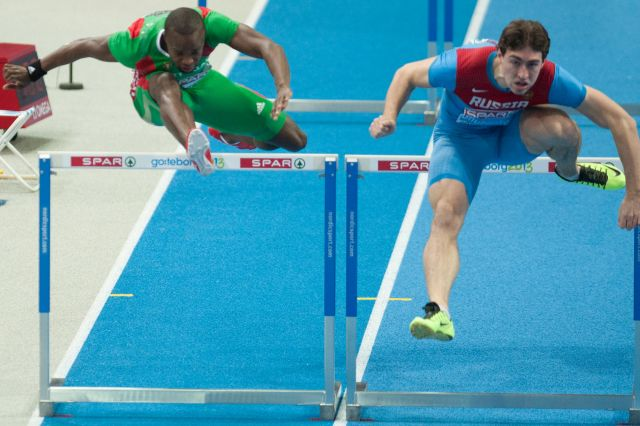
Rasul Dabó (à esquerda) e Sergey Shubenkov na bateria 3

| Posição | Bateria | Atleta                  | Nacionalidade | Tempo | Notas           |
| ------- | ------- | ----------------------- | ------------- | ----- | --------------- |
| 1       | 3       | Sergey Shubenkov        | Rússia        | 7.52  | Q               |
| 2       | 1       | Pascal Martinot-Lagarde | França        | 7.58  | Q               |
| 3       | 4       | Paolo Dal Molin         | Itália        | 7.59  | Q, =            |
| 4       | 1       | Erik Balnuweit          | Alemanha      | 7.61  | Q               |
| 5       | 2       | Balázs Baji             | Hungria       | 7.67  | Q               |
| 6       | 3       | Rasul Dabó              | Portugal      | 7.68  | Q,              |
| 7       | 2       | Konstantin Shabanov     | Rússia        | 7.69  | Q               |
| 8       | 2       | Jackson Quiñónez        | Espanha       | 7.70  | Q,              |
| 8       | 4       | Dominik Bochenek        | Polónia       | 7.70  | Q,              |
| 8       | 4       | Konstadínos Douvalídis  | Grécia        | 7.70  | Q,              |
| 11      | 3       | Maksim Lynsha           | Bielorrússia  | 7.72  | Q               |
| 11      | 4       | Dimitri Bascou          | França        | 7.72  | q               |
| 13      | 1       | Francisco Javier López  | Espanha       | 7.75  | Q,              |
| 14      | 1       | Aleksey Dryomin         | Rússia        | 7.76  | q               |
| 14      | 2       | Philip Nossmy           | Suécia        | 7.76  | q,              |
| 16      | 4       | Vladimir Vukicevic      | Noruega       | 7.78  | q               |
| 16      | 2       | Matthias Bühler         | Alemanha      | 7.78  |                 |
| 18      | 1       | Serhiy Kopanayko        | Ucrânia       | 7.82  | Recorde pessoal |
| 19      | 1       | Alexander Brorsson      | Suécia        | 7.85  |                 |
| 19      | 2       | Stefano Tedesco         | Itália        | 7.85  | Recorde pessoal |
| 21      | 1       | Koen Smet               | Países Baixos | 7.86  |                 |
| 21      | 3       | Martin Mazáč            | Chéquia       | 7.86  |                 |
| 21      | 3       | Viliam Papso            | Eslováquia    | 7.86  | =               |
| 24      | 2       | Andres Raja             | Estónia       | 7.90  |                 |
| 25      | 4       | Juan Ramón Barragán     | Espanha       | 7.93  |                 |
| 25      | 2       | Milan Trajkovic         | Chipre        | 7.95  |                 |
| 27      | 4       | Filip Lööv              | Suécia        | 8.02  |                 |
| 28      | 3       | Oleksiy Kasyanov        | Ucrânia       | DNF   |                 |

### Semifinal
Qualificação: classificaram-se  os 4 melhores de cada bateria (Q). 
| Posição | Bateria | Atleta                  | Nacionalidade | Tempo | Notas            |
| ------- | ------- | ----------------------- | ------------- | ----- | ---------------- |
| 1       | 2       | Sergey Shubenkov        | Rússia        | 7.52  | Q                |
| 2       | 1       | Paolo Dal Molin         | Itália        | 7.58  | Q,               |
| 3       | 2       | Erik Balnuweit          | Alemanha      | 7.59  | Q,               |
| 4       | 2       | Balázs Baji             | Hungria       | 7.59  | Q                |
| 5       | 1       | Pascal Martinot-Lagarde | França        | 7.61  | Q                |
| 6       | 1       | Konstantin Shabanov     | Rússia        | 7.63  | Q                |
| 7       | 1       | Konstadínos Douvalídis  | Grécia        | 7.64  | Q,               |
| 8       | 2       | Maksim Lynsha           | Bielorrússia  | 7.67  | Q,               |
| 9       | 2       | Vladimir Vukicevic      | Noruega       | 7.69  | Recorde nacional |
| 10      | 2       | Dominik Bochenek        | Polónia       | 7.71  |                  |
| 11      | 2       | Jackson Quiñónez        | Espanha       | 7.72  |                  |
| 12      | 2       | Dimitri Bascou          | França        | 7.72  |                  |
| 13      | 1       | Rasul Dabó              | Portugal      | 7.73  |                  |
| 14      | 1       | Philip Nossmy           | Suécia        | 7.78  |                  |
| 15      | 1       | Aleksey Dryomin         | Rússia        | 7.79  |                  |
| 16      | 1       | Francisco Javier López  | Espanha       | 7.88  |                  |

### Final
A final foi realizada às 19:45 no dia 1 de março de 2013.  
| Posição           | Raia | Atleta                  | Nacionalidade | Tempo | Notas               |
| ----------------- | ---- | ----------------------- | ------------- | ----- | ------------------- |
| Medalha de ouro   | 6    | Sergey Shubenkov        | Rússia        | 7.49  | Melhor marca do ano |
| Medalha de prata  | 4    | Paolo Dal Molin         | Itália        | 7.51  | Recorde nacional    |
| Medalha de bronze | 3    | Pascal Martinot-Lagarde | França        | 7.53  | =                   |
| 4                 | 8    | Balázs Baji             | Hungria       | 7.56  | Recorde nacional    |
| 5                 | 5    | Erik Balnuweit          | Alemanha      | 7.58  | Recorde pessoal     |
| 6                 | 2    | Maksim Lynsha           | Bielorrússia  | 7.58  | Recorde pessoal     |
| 7                 | 1    | Konstadínos Douvalídis  | Grécia        | 7.64  | =                   |
| 8                 | 7    | Konstantin Shabanov     | Rússia        | 7.66  |                     |

Legenda
| Recorde mundial       | Recorde mundial (World record)               |                       | Recorde africano                      | Recorde africano (African) |                                           | Q | Classificado por posição (Qualified) |
| Recorde do campeonato | Recorde do campeonato (Championship record)  | Recorde da América    | Recorde da América (Americas)         | q                          | Classificado por melhor tempo (Qualified) |   |                                      |
| Melhor marca do ano   | Melhor marca do ano (World leading)          | Recorde asiático      | Recorde asiático (Asian)              | DNS                        | Não largou (Did not start)                |   |                                      |
| Recorde nacional      | Recorde nacional (National record)           | Recorde europeu       | Recorde europeu (European)            | DNF                        | Não terminou (Did not finish)             |   |                                      |
| Recorde pessoal       | Recorde pessoal do atleta (Personal best)    | Recorde da Oceania    | Recorde da Oceania (Oceania)          | DSQ / DQ                   | Desclassificado (Disqualified)            |   |                                      |
| Recorde da temporada  | Recorde da temporada do atleta (Season best) | Recorde sul-americano | Recorde sul-americano (South America) | NM                         | Sem marca (No mark)                       |   |                                      |